# Midacritus stuardoanus
Midacritus stuardoanus är en tvåvingeart som beskrevs av Seguy 1938. Midacritus stuardoanus ingår i släktet Midacritus och familjen Mydidae. Inga underarter finns listade i Catalogue of Life.